# Pleureuse (profession)
Pour les articles homonymes, voir Pleureuse et Pleureur.
Une pleureuse ou, plus rarement, un pleureur est une personne engagée pour feindre le chagrin lors de funérailles, afin de faire paraître plus important l'hommage rendu au défunt.
L'existence de la profession est attestée depuis l'Égypte antique, et elle persiste dans certaines cultures au XXIe siècle.
En Afrique, on peut avoir recours aux services de pleureuses pour montrer l'importance qu'avait le défunt. C’est le cas chez les Bété, une ethnie de l'ouest de la Côte-d'Ivoire[réf. nécessaire].

## Antiquité

### Mésopotamie
Des lamentations pour le dieu berger Dumuzi sont attestées pour les villes de Mari et de Ninive (période paléo-babylonienne). On y a découvert l'usage d'une grande quantité de céréales pour les pleureuses, ainsi que le nettoyage régulier des statues d'Ishtar et de Dumuzi.
Ces pleureuses semblent rétribuées par le palais de Mari. Dans les comptes du palais, 3 600 litres d'orge leur sont alloués. Si le nombre de pleureuses n'y est pas indiqué, il est permis de penser qu'il s'agit là d'un entretien régulier et non pas d'une distribution exceptionnelle, au même titre que les bouviers, les chanteurs, les messagers ou les scribes.

### Égypte antique

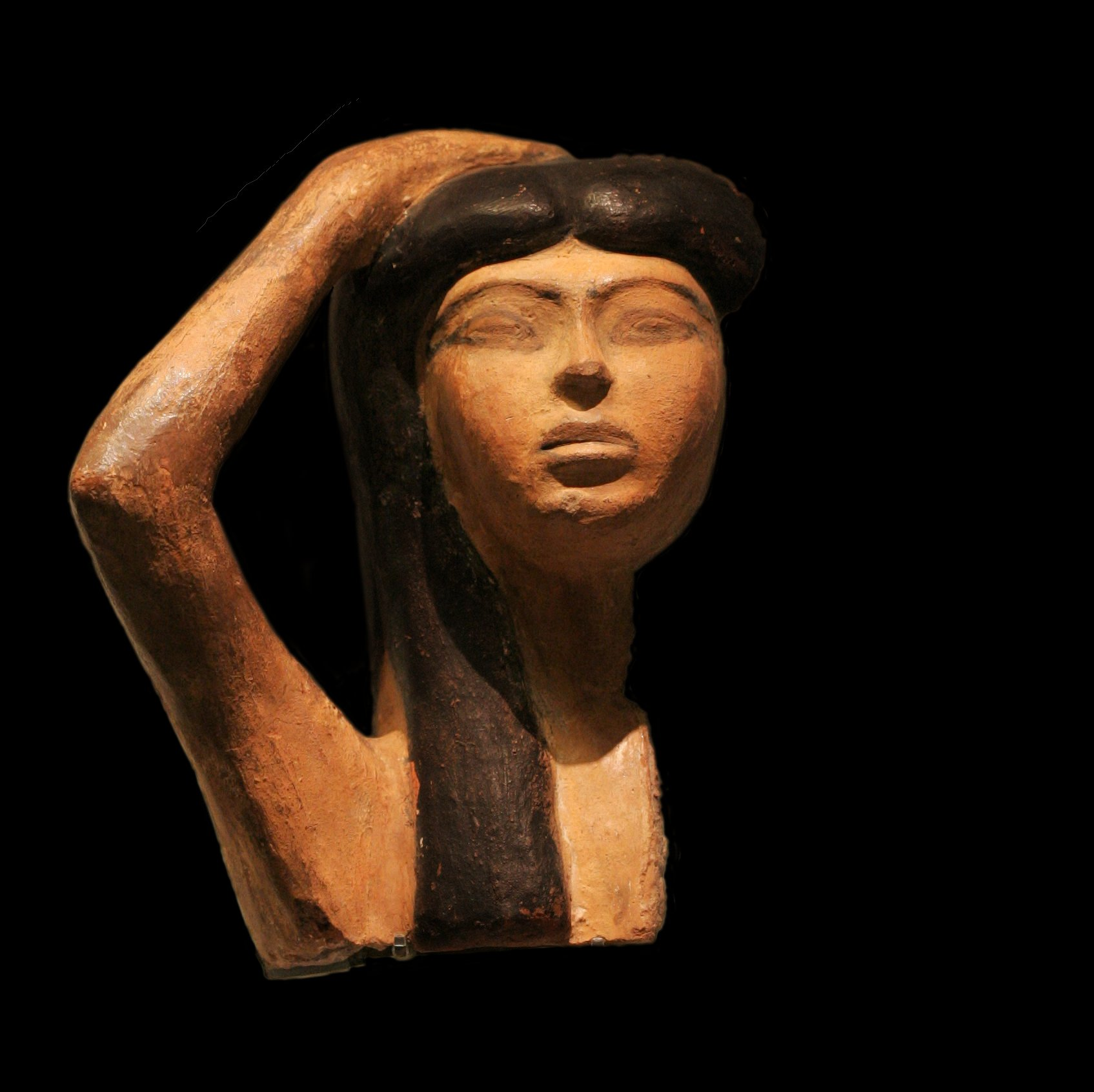
Pleureuse de l'Égypte antique.

Les pleureuses faisaient partie des rites funéraires de l'Égypte antique.

### Rome antique
L'Encyclopédie de Diderot et D’Alembert décrit l'usage de la Rome antique de placer des pleureuses en tête de cortège funéraire pour améliorer l'aspect de leurs funérailles. Elles étaient menées par une præfica qui donnait le ton des lamentations.

## Moyen Âge
Dérivant d'une ancienne pratique gaélique, les pleureuses sont encore attestées en Irlande et en Écosse durant le Moyen Âge. La pratique a progressivement disparu, à la suite de l'interdiction par l'Église catholique en Irlande, d'après les mentions dans les synodes de 1631, 1748 et 1800. Dans ces régions, la pratique des pleureuses est reliée au folklore de la Banshee, une créature féminine surnaturelle qui annonçait parfois les morts par des mélopées funèbres.

## Époques moderne et contemporaine

### Europe

#### Grèce
Louis de Jaucourt dans L'Encyclopédie indique que la Grèce de l'époque utilise des pleureuses, « dont la principale fonction est de hurler, de pleurer, et de se frapper la poitrine, tandis que quelques autres chantent des élégies à la louange du mort ou de la morte ».

#### France

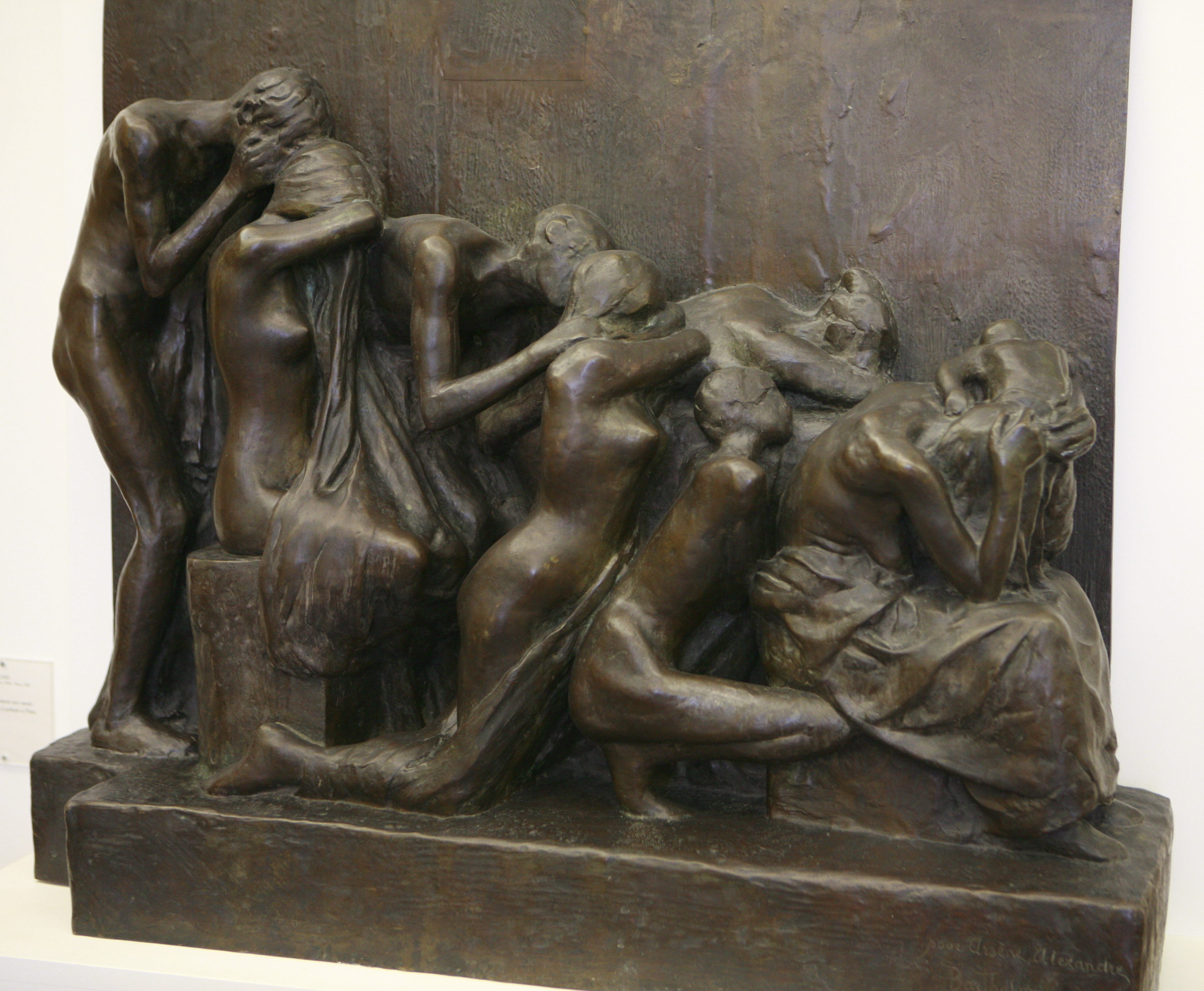
Pleureuses sur le monument aux morts du Père-Lachaise.

La tradition de faire appel à des pleureurs ou des pleureuses est observée en France avant le XIXe siècle. Elle a cependant quasiment disparu depuis les années 1960.
Voir voceru pour la Corse.

#### Royaume-Uni
Au cours des années 2010, des services de location de pleureuses se sont établis au Royaume-Uni. Le service est généralement utilisé pour des funérailles où peu de participants sont attendus. Le succès de ces offres a été lié à l'installation de populations venues du Moyen-Orient et d'Extrême-Orient, où ces pratiques sont plus courantes et mieux admises qu'en Occident.

### Asie
En Chine et à Taïwan, les pleureuses existent encore au XXIe siècle,, mais la tradition est « en voie de disparition ».
En Inde, les rudaali du Rajasthan sont des pleureuses recrutées dans les classes inférieures pour exprimer leur chagrin à la place des femmes chez qui ces manifestations seraient mal vues en raison de leur rang . Le film Rudaali de la réalisatrice indienne Kalpana Lajmi, sorti en 1993, raconte l'histoire d'une de ces pleureuses.